# العقلة (البيضاء)
العقلة هي إحدى قرى الجمهورية اليمنية. وهي تتبع جغرافيًا لمحافظة البيضاء. وإداريًا لمديرية الصومعة. يبلغ تعداد سكانها 1738 نسمة حسب الإحصاء الذي جرى عام 2004.